# René Jalaß

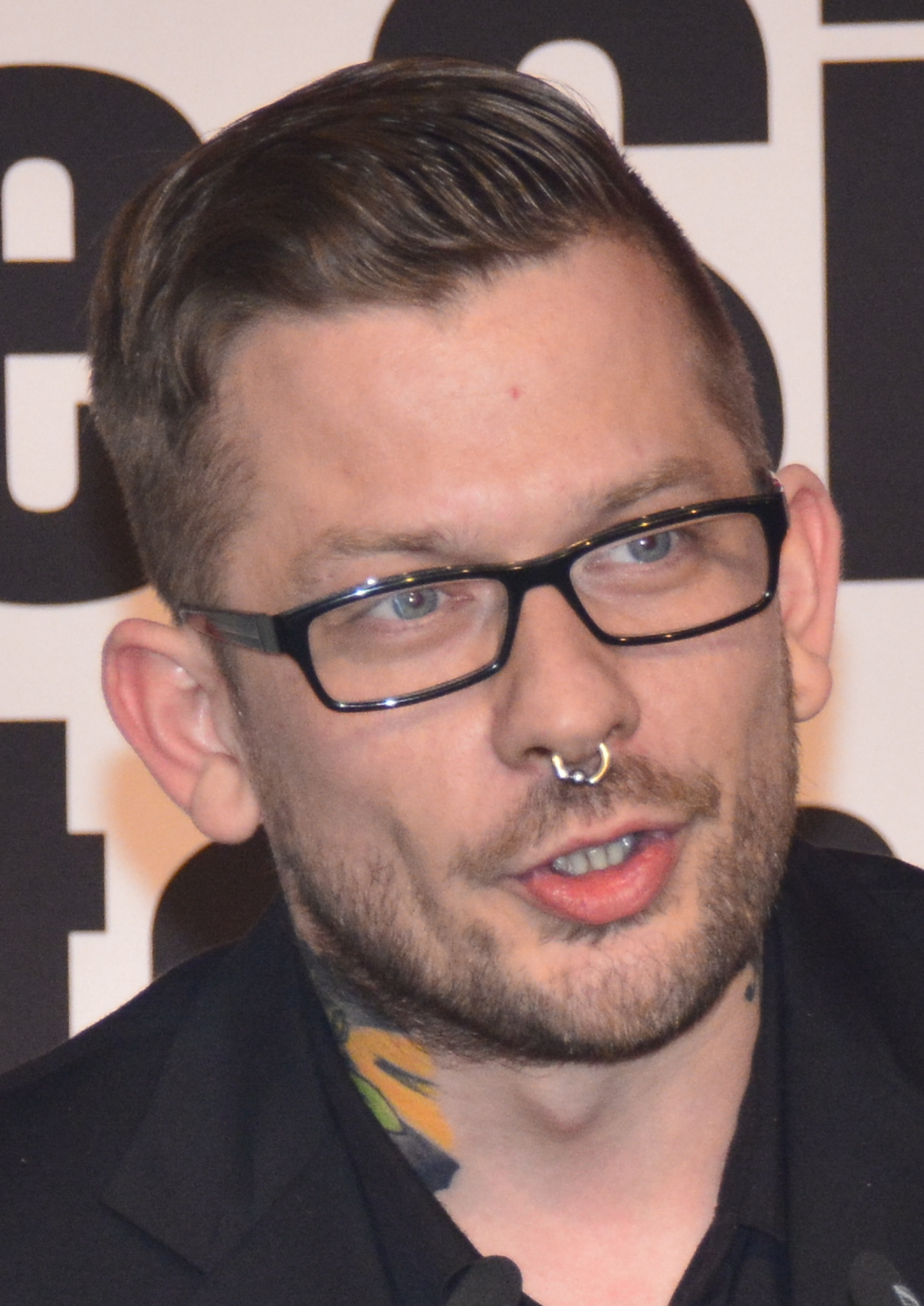
René Jalaß, 2015

René Jalaß (* 25. Januar 1983 in Leipzig) ist ein deutscher Politiker (Die Linke) und war zwischen 2017 und 2019 Abgeordneter im Landtag Sachsen.

## Biografie
René Jalaß absolvierte ein Studium zum Sozialarbeiter/Sozialpädagogen mit Bachelor-Abschluss. Von 2009 bis 2015 war er als Mitarbeiter verschiedener Landtags- und Bundestagsabgeordneter der Linkspartei beschäftigt. Von 2015 bis 2016 war er zunächst Referent und dann Leiter im Ministerbüro des Thüringer Ministeriums für Bildung, Jugend und Sport.

## Politik
René Jalaß gehört der Partei Die Linke seit 2008 an. Er rückte am 16. März 2017 für den ausgeschiedenen Sebastian Scheel in den Landtag nach.
Am 24. Juni 2019 startete Jalaß gemeinsam mit Mitgliedern der Parteien Bündnis 90/Die Grünen Sachsen und SPD Sachsen die Initiative Sachsen #umkrempeln für ein rot-rot-grünes Bündnis zur Landtagswahl Sachsen.